# نادي كهرباء الهارثة
نادي كهرباء الهارثة هو أحد أندية الدوري العراقي
تأسس عام 1994 في محافظة البصرة
.

## المشاركات
- كأس العراق 2002-2003
- الدوري العراقي الدرجة الأولى 2004-2005